# Jaborosa
Jaborosa, biljni rod iz porodice krumpirovki (pomoćnica) smješten u tribus Jaboroseae. Postoji dvadesetak vrsta u Južnoj Americi.
Rod je opisan u Genera Plantarum 125. 1789.

## Vrste
1. Jaborosa ameghinoi (Speg.) Macloskie
2. Jaborosa bergii Hieron.
3. Jaborosa cabrerae Barboza
4. Jaborosa caulescens Gillies & Hook.
5. Jaborosa chubutensis Barboza & Hunz.
6. Jaborosa integrifolia Lam.
7. Jaborosa kurtzii Hunz. & Barboza
8. Jaborosa laciniata (Miers) Hunz. & Barboza
9. Jaborosa lanigera (Phil.) Hunz. & Barboza
10. Jaborosa leucotricha (Speg.) Hunz.
11. Jaborosa magellanica (Griseb.) Phil.
12. Jaborosa odonelliana Hunz.
13. Jaborosa oxipetala Speg.
14. Jaborosa parviflora (Phil.) Hunz. & Barboza
15. Jaborosa pinnata Phil.
16. Jaborosa reflexa Phil.
17. Jaborosa riojana Hunz. & Barboza
18. Jaborosa rotacea (Lillo) Hunz. & Barboza
19. Jaborosa runcinata Lam.
20. Jaborosa sativa (Miers) Hunz. & Barboza
21. Jaborosa squarrosa (Miers) Hunz. & Barboza
22. Jaborosa volkmannii (Phil.) Reiche